# Pierikos SFK
Pierikos Sindesmos Filatlon Katerinis (gr. Πιερικός Σύνδεσμος Φιλάθλων Κατερίνης) – grecki klub piłkarski, mający siedzibę w mieście Katerini.

## Historia
Chronologia nazw:
- 1961—...: Pierikos Katerini

Klub został założony 11 kwietnia 1961 roku jako Pierikos SFK (Liga Kibiców Pierikos z Katerini) w wyniku fuzji dwóch miejscowych klubów Megas Alexandros i Olympos z miejscowości Katerini. W pierwszym sezonie 1961/62 zastąpił klub Megas Alexandros w drugiej lidze, gdzie zajął pierwsze miejsce w Grupie Zachodniej i Centralnej Macedonii. W sezonie 1962/63 debiutował w pierwszej lidze. Po dziesięciu latach w elicie w 1972 spadł do drugiej ligi. Po trzech sezonach w drugiej lidze powrócił na kolejne trzy sezony do pierwszej ligi. Sezon 1978/79 zespół rozpoczął w drugiej lidze i finiszował na 3 pozycji w grupie północnej, ale w końcu sezonu klub został oskarżony o ustawienie meczu z Niki Wolos, w którym zwyciężył 3:0 na wyjeździe. Klub został zdegradowany do Narodowej Amatorskiej Dywizji (D3). W następnym sezonie zespół powrócił do drugiej ligi, a w 1984 zajął 2 miejsce w Beta Etniki i powrócił do Alfa Etniki, ale nie potrafił utrzymać się w niej. Do 1991 występował w drugiej lidze, aby potem następne dwa sezony ponownie grać w elicie greckiej piłki. W latach 1993–2001 grał w drugiej lidze, po czym nastąpił gorszy okres w historii klubu. Sezon 2001/02 spędził w trzeciej lidze, a potem przez 3 sezony występował w lidze regionalnej, podzielonej na 10 grup. W 2005 powrócił do trzeciej ligi. Po dwóch latach gry zespół w sezonie 2006/07 zajął pierwsze miejsce w grupie północnej i otrzymał promocję do drugiej ligi. W 2010 zakwalifikował się do turnieju play-off o awans do Superleague Ellada, ale nie otrzymał promocji.

## Historia logotypu

Logotyp z lat 70., który nigdy nie wszedł do użycia.
Logotyp z lat 90.
Litera Π w okręgu, klasyczny symbol klubu.

## Sukcesy

### Trofea międzynarodowe
Nie uczestniczył w rozgrywkach europejskich (stan na 31-05-2013).

### Trofea krajowe
| \| \| Zdobyte trofea w rozgrywkach Grecji (stan na: 31-05-2013) \| |                                                           |      |                  |
| Rozgrywki                                                          | Osiągnięcie                                               | Razy | Sezon(y)         |
| Mistrzostwo                                                        | I miejsce                                                 | 0    |                  |
| Mistrzostwo                                                        | II miejsce                                                | 0    |                  |
| Mistrzostwo                                                        | III miejsce                                               | 0    |                  |
| Mistrzostwo                                                        | 5 miejsce                                                 | 2    | 1966, 1968       |
| Puchar                                                             | zdobywca                                                  | 0    |                  |
| Puchar                                                             | finalista                                                 | 1    | 1963             |
| II liga                                                            | I miejsce                                                 | 2    | 1962, 1975       |
| II liga                                                            | II miejsce                                                | 3    | 1974, 1981, 1984 |
| II liga                                                            | III miejsce                                               | 1    | 1991             |
| Grecja                                                             | Zdobyte trofea w rozgrywkach Grecji (stan na: 31-05-2013) |      |                  |

## Stadion
Klub rozgrywa swoje mecze domowe na stadionie Miejskim w Katerini, który może pomieścić 6,200 widzów.